# Nigidius formosanus
Nigidius formosanus là một loài bọ cánh cứng trong họ Lucanidae. Loài này được Bates mô tả khoa học năm 1866.